# Friedrich Kühn (général)
Pour les articles homonymes, voir Friedrich Kühn (homonymie).
Friedrich Kühn (7 août 1889 à Eutin, Grand-duché d'Oldenbourg et mort le 15 février 1944 à Berlin), est un General der Panzertruppe allemand au sein de la Heer dans la Wehrmacht pendant la Seconde Guerre mondiale.
Il a été récipiendaire de la Croix de chevalier de la Croix de fer. Cette décoration est attribuée en reconnaissance d'un acte d'une extrême bravoure ou d'un succès de commandement important du point de vue militaire.

## Biographie
Il rejoint l'armée impériale allemande en 1909 comme élève-officier et participe à la Première Guerre mondiale dans le 32e régiment d'infanterie où il atteint le rang de Hauptmann (capitaine). Il est ensuite maintenu dans la Reichswehr où il sert dans un bataillon de transport à moteur et à titre d'inspecteur des troupes de transport jusqu'à sa retraite en 1928. Il est ensuite impliqué dans une formation secrète de troupes de Panzer en Russie et est remis en service militaire actif en 1930.
Il sert comme officier d'état-major de l'armée et commande divers régiments et brigades blindées, atteignant le rang de Generalmajor en 1940 quand il est nommé commandant de la 33. Infanterie-Division, qui deviendra le 15. Panzer-Division toujours sous ses ordres, et le 14. Panzer-Division de mars 1941 à juin 1942. Il est ensuite promu au grade de Generalleutnant et nommé général de la mécanisation de l'armée de l'OKH. Le 1er avril 1943, il est promu General der Panzertruppe en tant que chef des transports motorisés et la mécanisation de la Wehrmacht.
Il est tué dans un raid aérien le 15 février 1944.

## Décorations
- Croix de fer (1914)
  - 2e Classe
  - 1re Classe
- Insigne des blessés (1914)
  - en Noir
- Croix hanséatique de Hambourg
- Croix de chevalier de l'Ordre royal de Hohenzollern avec glaives
- Croix d'honneur
- Agrafe de la Croix de fer (1939)
  - 2e Classe
  - 1re Classe
- Insigne de combat des blindés en Argent
- Croix allemande en Or (22 avril 1942)
- Croix de chevalier de la Croix de fer
  - Croix de chevalier le 4 juillet 1940 en tant que Generalmajor et commandant de la 3. Panzer-Brigade